# Lathrostizus forticanda
Lathrostizus forticanda är en stekelart som först beskrevs av Thomson 1887.  Lathrostizus forticanda ingår i släktet Lathrostizus och familjen brokparasitsteklar. Inga underarter finns listade i Catalogue of Life.